# 奇爾蒂烏潘
奇爾蒂烏潘（西班牙語：Chiltiupán），是薩爾瓦多的城鎮，位於該國中西部，由拉利伯塔德省負責管轄，面積96.66平方公里，海拔高度538米，2013年人口11,796，人口密度每平方公里122.04人。
13°35′N 89°28′W / 13.583°N 89.467°W